# Abaco
Les Abaco són un arxipèlag de les Bahames que inclou les illes de Grand Abaco, Little Abaco i unes dotzenes d'illots o cayos). Gran Abaco és també coneguda com a illa Lucaya. La població està repartida entre negres antillans i blancs en parts gairebé iguals; els habitants es dediquen a la pesca de la tortuga i a la construcció de vaixells, així com a l'agricultura en petita escala de fruits tropicals, i en els últims anys als serveis pel turisme. La capital fou fundada pels americans amb el nom de Carltown. Avui la capital és Marsh Harbour amb prop de sis mil habitants (la tercera ciutat més gran de les Bahames). Hi ha un famós far a Elbow Cay (enfront de Marsh Harbour) a la població de Hope Town. La població és de prop de 20.000 habitants en total (17.224 habitants el 2010).

## Història moderna
Entre 1970 i 1972 els habitants sobretot blancs van intentar que les illes fossin excloses del nou estat de Bahames i restessin com a colònia britànica, idea que tenia el suport del 75% de la població. La moció fou derrotada a la Cambra dels Comuns del Regne Unit. Alguns illencs, liderats per Chuck Hall, van fundar l'Abaco Independence Movement (AIM) l'agost de 1973 amb la intenció de proclamar una república independent. Michael Oliver (ja famós pels casos de Vemarana a les Noves Hèbrides i de la República de Minerva a Tonga), es va implicar en l'aventura secessionista donant suport financer al AIM i va ser més entusiasta que els propis illencs on la idea d'esdevenir independents no acabava d'aconseguir una majoria folgada. El plan era que si el govern de Bahames, que no disposava d'exèrcit, ni marina ni força aèria, enviava a un màxim de 50 soldats, hauria de fer front al port de Marsh Harbour i a l'aeroport de Sandy Point a un centenar d'abaconians entrenats militarment en un campament de Geòrgia (Estats Units), finançat per Oliver. Però els abaconians no donaven prou suport a la idea i l'AIM no va poder trobar suficients voluntaris. El 1975 l'AIM va canviar el seu nom a AHRM - Abaco Home Rule Movement - i des de llavors es va limitar a demanar més autonomia per a l'illa, però va perdre influència progressivament.

## Bandera de la independència
La bandera és blava; a la part del vol hi ha un sol en tres graduacions de color daurat i sis rajos de diferent llargada (a l'estil de la bandera naval japonesa) probablement groc molt clar; al mig del sol la part alta del far de Elbow Cay, que continua fins a l'extrem de la bandera, lleugerament inclinat cap a l'esquerra; el far és blanc (o groc molt clar) amb franges horitzontals vermelles; les finestres de la part superior també són vermelles.